# Abe Shintarō
Abe Shintarō (安倍 晋太郎 (An Bội Tấn Thái Lang) 29 tháng 4 năm 1924 – 15 tháng 5 năm 1991) là một chính trị gia người Nhật Bản từ tỉnh Yamaguchi. Ông là người đứng đầu phái Abe trong nội bộ Đảng Dân chủ Tự do. Ông cũng từng là Bộ trưởng Ngoại giao từ năm 1982 đến năm 1986. Ông là cha của cố Thủ tướng Abe Shinzō và Bộ trưởng Quốc phòng Kishi Nobuo và là con rể của cố Thủ tướng Nhật Bản Kishi Nobusuke.